# اصغر نعیمی
اصغر نعیمی (زاده ۱۳۵۲ - تهران) نویسنده و کارگردان اهل ایران است. اصغر نعیمی از سال ۱۳۶۸ فعالیت مطبوعاتی خود را به عنوان نویسنده و منتقد در نشریات مختلف شروع کرد. او فعالیت خود را به عنوان برنامه‌ریز و دستیار کارگردان با فیلمسازانی نظیر کیانوش عیاری و فریدون جیرانی ادامه داد.

## کارگردان
- دو روز دیرتر (۱۴۰۲)
- عملیات رعد (سریال تلویزیونی ۱۴۰۱)
- یاور (سریال تلویزیونی ۱۴۰۰)
- خط استوا (۱۳۹۸)
- هایلایت (۱۳۹۶)
- سایه‌های موازی (۱۳۹۳)
- عصر پاییزی (سریال تلویزیونی ۱۳۹۲)
- سلام بر عشق (۱۳۸۸)
- بی وفا (۱۳۸۵)[۱]

## نویسنده
- آپاچی (فیلم ۱۳۹۷) (۱۳۹۷)
- هایلایت (۱۳۹۶)
- آس و پاس (فیلم ۱۳۹۴) (۱۳۹۴)
- شانس، عشق، تصادف (١٣٩٣)
- مستانه (۱۳۹۳)
- زندگی خصوصی (۱۳۹۰)[۱]